# إدغار كاستيو
ايدغار كاستيو (8 أكتوبر 1986 لاس كروسيس الولايات المتحدة - ) هو لاعب كرة قدم أمريكي، يلعب كمدافع.

## روابط خارجية
- ايدغار كاستيو على موقع الدوري الأمريكي (الإنجليزية)
- ايدغار كاستيو على موقع قاعدة بيانات كرة القدم.إي يو (الإنجليزية)
- ايدغار كاستيو على موقع ناشيونال فوتبول تيمز (الإنجليزية)
- ايدغار كاستيو على موقع Soccerbase.com (لاعب) (الإنجليزية)
- ايدغار كاستيو على موقع Soccerway.com (الإنجليزية)
- ايدغار كاستيو على موقع عالم كرة القدم.نت (الإنجليزية)
- ايدغار كاستيو على موقع AS.com (الإسبانية)